# 中岡哲郎
中岡 哲郎（なかおか てつろう、1928年7月12日 - 2024年1月6日）は、技術史学者、大阪市立大学名誉教授。
妻・百合は経済学者浅沼万里の妹。次男の中岡俊介は経済学者で国士舘大学准教授。

## 略歴
京都府生まれ。京都府立第一中学校卒業。海軍兵学校に進むが4か月で敗戦。1947年に第三高等学校に入学。自然弁証法研究会で広重徹と出会う。
1950年に卒業して京都大学進学。1953年京都大学理学部宇宙物理学科卒業。在学中1951年の京大天皇事件で昭和天皇への質問状を書いた。
1953年 - 1960年定時制高校教諭。1960年、『現代における思想と行動』で、三一新書の200点記念懸賞論文を受賞し、退職して薮内清の弟子となる。
1962年 - 1967年、のちの妻・百合の父が経営していた阪神溶接機材に技術者として勤務。1968年神戸市外国語大学講師。この頃、京都の烏丸今出川の茶房・食堂「わびすけ」（2011年閉店）の2階で原稿を書いていたことが、児童文学者の上野瞭に目撃されている。時には会話を交わすこともあった。1970年から熊沢誠、大森誠人らと「労働分析研究会」を開始。また、統一社会主義同盟京大支部のメンバーとして、飛鳥井雅道、松浦玲、藤沢道郎、谷川稔、槌田劭らと勉強会を行う。
1976年大阪市立大学助教授、のち教授。1992年定年退官、名誉教授、大阪経済大学教授。
1983年にメキシコのエル・コレヒオ・デ・メヒコ客員教授。
2024年1月6日、腎不全のため死去。95歳没。

## 著書
- 『現代における思想と行動 挫折の内面を通して見た個人・運動・歴史』三一新書 1960
- 『教師と生徒』三一新書 1961
- 『若い日の生き方』三一新書 1963
- 『人間と労働の未来 技術進歩は何をもたらすか』中公新書 1970
- 『技術の論理・人間の立場』筑摩書房 1971
- 『工場の哲学 組織と人間』平凡社 1971
- 『コンビナートの労働と社会』平凡社 1974
- 『技術文明の光と影』日本経済新聞社 1975
- 『科学文明の曲りかど』朝日選書 1979
- 『技術を考える13章』日本評論社(日評選書)  1979
- 『もののみえてくる過程 私の生きてきた時代と科学』朝日新聞社 1980
- 『イギリスと日本の間で ケンブリッジの日記から』岩波書店 1982　のち同時代ライブラリー
- 『私の毛沢東主義「万歳」』筑摩書房 1983
- 『メキシコと日本の間で 周辺の旅から』岩波書店 1986
- 『技術と人間の哲学のために』農山漁村文化協会 1987
- 『人間と技術の文明論』日本放送出版協会 1990
- 『自動車が走った 技術と日本人』朝日選書 1999
- 『日本近代技術の形成 〈伝統〉と〈近代〉のダイナミクス』朝日選書 2006
- 『近代技術の日本的展開 蘭癖大名から豊田喜一郎まで』朝日新聞出版 2013

### 編著
- 『近代日本思想大系 28 戸坂潤集』筑摩書房 1976
- 『自然と人間のための経済学』朝日選書 1979
- 『技術形成の国際比較 工業化の社会的能力』筑摩書房 1990
- 『新体系日本史11 産業技術史』中岡哲郎他編 山川出版社 2001
- 『戦後日本の技術形成 模倣か創造か』日本経済評論社 2002

### 翻訳
- ジョルジュ・フリードマン『力と知恵 技術環境のなかの人間』竹内成明共訳 人文書院 1973
- ジョセフ・ニーダム『中国の科学と文明 第8-9巻 機械工学』思索社 1978
- T.I.ウイリアムズ『技術の歴史 14 20世紀その4』筑摩書房 1981
- トレヴァー・I.ウイリアムズ『二〇世紀技術文化史』坂本賢三と監訳 筑摩書房 1987
- リーズ・V.ジェンキンズ『フィルムとカメラの世界史 技術革新と企業』高松亨,中岡俊介共訳 平凡社 1998